# Bouclans
Bouclans är en kommun i departementet Doubs i regionen Bourgogne-Franche-Comté i östra Frankrike. Kommunen ligger i kantonen Roulans som tillhör arrondissementet Besançon. År 2015 hade Bouclans 957 invånare.

## Befolkningsutveckling
Antalet invånare i kommunen Bouclans
Referens:INSEE